# Madou (stație de metrou din Bruxelles)
Madou este o stație de metrou poziționată la limita administrativă a comunelor Bruxelles și Saint-Josse-ten-Noode, în Regiunea Capitalei Bruxelles din Belgia. Situată pe liniile de metrou 2 și 6, stația poartă numele pieței de la suprafață, denumită în onoarea pictorului local Jean-Baptiste Madou.

## Istoric
Stația Madou a fost deschisă pe 21 decembrie 1970, ca parte a axei de premetrou Centura mică între Madou și Porte de Namur. Pe 18 august 1974, tunelul de premetrou a fost prelungit de la Madou până la Rogier. Odată cu darea în funcțiune a liniei 2, pe 2 octombrie 1988, peroanele au fost înălțate și a fost instalată infrastructură de metrou.

## Caracteristici
Madou este prevăzută cu două peroane, situate de o parte și de alta a celor două linii. Stația se află nu departe de clădirea Parlamentului flamand și de Casa Reprezentanților Flandrei. În apropierea tunelului stației de metrou se află și tunelul rutier Madou.
Spre deosebire de majoritatea stațiilor metroului din Bruxelles, la Madou nu este expusă nici o lucrare de artă.

## Legături

### Linii de metrou ale STIB
- 2 Simonis – Elisabeth
- 6 Roi Baudouin / Koning Boudewijn – Elisabeth

### Linii de autobuz ale STIB în apropiere
- 29 De Brouckère – Hof-ten-Berg
- 63 Gara Centrală – Cimitirul Bruxelles
- 65 Gara Centrală – Burget
- 66 De Brouckère – Péage

### Linii de autobuz STIBNoctisîn apropiere
- N05 Gara Centrală – Crainhem / Kraainem

### Linii de autobuz aleDe Lijnîn apropiere
- 318  Bruxelles-Nord – Moorsel – Leuven
- 351  Bruxelles-Nord – Leuven
- 410  Leuven – Bruxelles-Nord

## Locuri importante în proximitatea stației
- Parlamentul flamand;
- Muzeul Charlier din Saint-Josse-ten-Noode;